# Frank Underwood
Frank Underwood, właśc. Francis Joseph Underwood – postać fikcyjna, bohater amerykańskiej wersji serialu House of Cards. Postać ta była grana przez Kevina Spaceya. Był  amerykańską wersją Francisa Urquharta, bohatera brytyjskiej powieści i serialu, z którego amerykańska wersja czerpała fabułę. Był mężem Claire Underwood (Robin Wright).
Underwood pochodził z Gaffney w Karolinie Południowej. Był absolwentem The Sentinel (odpowiednik The Citadel College) i studiów prawniczych na Harvardzie. W serialu bohater często mówił wprost do widzów, łamiąc tzw. czwartą ścianę. Był politykiem Partii Demokratycznej, w początkowej fazie serialu pełnił funkcję whipa większości w Izbie Reprezentantów, następnie był kolejno wiceprezydentem USA, prezydentem USA oraz pierwszym dżentelmenem USA.
Za rolę Franka Underwooda Kevin Spacey otrzymał wiele nagród, między innymi Złoty Glob w 2015 roku i Nagrodę Gildii Aktorów Ekranowych, a także był nominowany do Nagrody Emmy.

## Pochodzenie i życiorys

### Wczesne życie
Urodził się 5 listopada 1959 roku w Gaffney. Był dzieckiem Catherine i Calvina Underwoodów. Był jedynakiem. Wychowywał się w zubożałej okolicy, jego rodzina była bardzo biedna, żyli na farmie ojca, któremu groziło odebranie majątku. W 1984 roku ukończył studia prawnicze na Harvardzie, jednak z bardzo słabymi ocenami. Był wychowywany jako chrześcijanin, jednak gardził Bogiem, co łatwo dostrzec w serialu.

### Rodzina
Praprapradziadek Franka Underwooda, Augustus Underwood, był żołnierzem Konfederacji podczas wojny secesyjnej i został zabity poprzez uderzenie maczugą w tył głowy. Bohater serialu był zafascynowany jego rodowodem, jednak mimo to negował ideę Konfederacji i nazywał próby utrzymania niewolnictwa ”niemądrymi”.
Ojciec Francisa, Calvin T. Underwood, był farmerem brzoskwiń w swoim rodzinnym mieście Gaffney, zmarł w wieku 43 lat na zawał. Wraz z rodziną żył w ubóstwie i prawie stracił swoją farmę, kiedy jego syn był dzieckiem. Aby tego uniknąć, uczestniczył w spotkaniu Ku Klux Klanu, którego członkiem był szef banku. Publicznie Frank Underwood mówił czule o swoim ojcu, jednak tak naprawdę uważał go za słabego człowieka, który nic nie osiągnął w życiu. Calvin był również alkoholikiem, co przysparzało bólu i cierpienia jego rodzinie przez długie lata. Bohater, gdy miał 13 lat, natknął się na swojego ojca, który trzymał w ustach strzelbę, prosząc, aby Frank pociągnął za spust. Ten odmówił i raz powiedział, że rzeczą, której najbardziej żałuje jest to, że nie zabił swojego ojca, gdy miał do tego szansę.

### Kariera polityczna

#### Senator Karoliny Południowej
W wieku 25 lat został wybrany na senatora Senatu Karoliny Południowej, dzięki czemu stał się jednym z najmłodszych członków władzy ustawodawczej w historii tego stanu. w 1988, gdy miał 29 lat, został ponownie wybrany na tę funkcję.

#### Izba Reprezentantów
Underwood został wybrany do Izby Reprezentantów USA w 1990 jako przedstawiciel Partii Demokratycznej. Wygrał kolejne 11 wyborów, ostatnie w 2012 roku. W 2003 roku został whipem większości w Izbie i pełnił tę funkcję aż do 2013.

#### Wiceprezydentura
W 2013 prezydent Gareth Walker mianował go wiceprezydentem USA, w miejsce wybranego na gubernatora Pensylwanii Jima Matthews'a. W wyniku zakulisowej intrygi doprowadził do wszczęcia procedury impeachmentu Walker'a przez Kongres. Underwood, przy współpracy z nową whip większości, Jackie Sharp, zbierał głosy do usunięcia Walker'a z urzędu. W 2014, przed zakończeniem procedury, Walker zrezygnował z urzędu. Chwilę po tym Underwood został zaprzysiężony na prezydenta USA.

#### Prezydentura
Po objęciu urzędu Underwood mierzył się z niskimi sondażami poparcia. Pomimo to ubiegał się o prezydencką nominację Partii Demokratycznej. Podczas prekampanii został postrzelony przez Lucasa Goodwina i przeszedł przeszczep wątroby. Otrzymał nominację Partii Demokratycznej, a kandydatem na wiceprezydenta uczynił swoją żonę. W wyborach w 2016 został wybrany prezydentem USA, został zaprzysiężony 17 stycznia 2017. Zrezygnował z urzędu w 2017.

#### Po prezydenturze
W związku z wyborem Claire Underwood na wiceprezydenta został drugim dżentelmenem USA. Z chwilą zaprzysiężenia żony na prezydenta został pierwszym dżentelmenem USA. 
Został zabity w 2017, pochowano go w Gaffney obok ojca.

## Relacje z żoną
Małżeństwo Franka z Claire był bardzo ważnym aspektem serialu. Ich związek był nietypowy, ponieważ mimo że się kochali, co Frank udowadniał, mówiąc „Kocham tę kobietę. Kocham ją bardziej niż rekiny kochają krew”, to nie potrafili tego uzewnętrznić, ich związek opierał się głównie na polityce i żądzy władzy obojga z nich. 
Ich małżeństwo było porównywane do małżeństwa Makbeta i Lady Makbet. Underwood (Makbet) był bezwzględnym politykiem, którego działania napędzała żona (Lady Makbet), zachęcająca go do zrobienia wszystkiego co konieczne, aby zdobyć władzę. 
Również orientacja seksualna głównego bohatera nie była do końca określona, ponieważ wiadomo, że miał on romans homoseksualny ze swoim znajomym ze studiów, Timem Corbetem, na pierwszym roku studiów prawniczych. Również w serialu pojawiają się wątki homoseksualne oraz biseksualne.

## Odbiór postaci i serialu
Mimo że Frank Underwood jest postacią na wskroś negatywną, uosabiającą zło, szaleństwo i chorą żądzę władzy, to stał się on już niemal postacią kultową, tak samo jak cały serial. Dostępnych jest mnóstwo odzieży, gadżetów i obrazków z nim i jego cytatami lub licznymi odniesieniami do serialu. Serial zdobył ogromną popularność na całym świecie, jest on jednym z najczęściej i najchętniej oglądanych seriali na świecie, również na listach najlepszych seriali znajduje się bardzo wysoko. Podobnie jest z bohaterem, który był uważany za jedną z najbardziej charyzmatycznych postaci serialowych w historii, a rola Kevina Spaceya figuruje na szczytach najlepszych ról wszech czasów.